# Pseudocheilinus
Pseudocheilinus – rodzaj ryb okoniokształtnych z rodziny wargaczowatych.

## Klasyfikacja
Gatunki zaliczane do tego rodzaju:

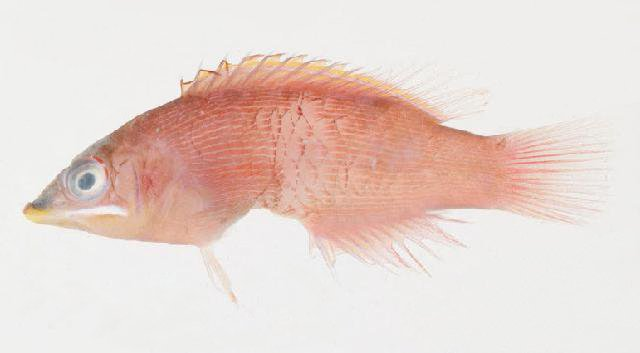
Pseudocheilinus citrinus
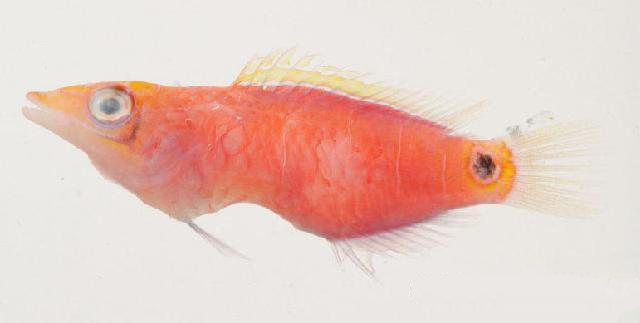
Pseudocheilinus dispilus
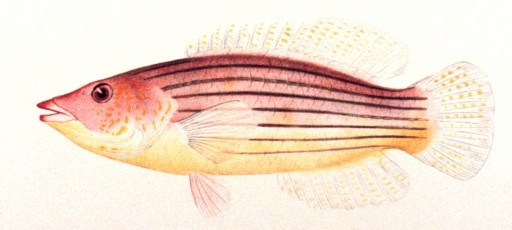
Pseudocheilinus evanidus
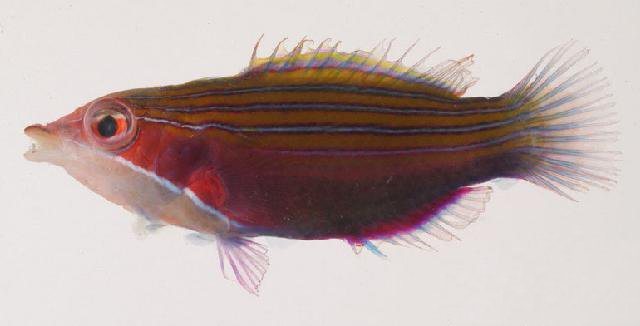
Pseudocheilinus hexataenia
- Pseudocheilinus ocellatus
- Pseudocheilinus octotaenia
- Pseudocheilinus tetrataenia

- Pseudocheilinus evanidus
- Pseudocheilinus ocellatus
- Pseudocheilinus octotaenia
- Pseudocheilinus tetrataenia